# آکادمی موسیقی و تئاتر استونی
آکادمی موسیقی و تئاتر استونی (انگلیسی: Estonian Academy of Music and Theatre) دانشگاه مخصوص رشته‌های موسیقی و تئاتر در شهر تالین، استونی است.
ایده ساخت این دانشگاه در جنگ جهانی اول داده شد اما در نوامبر ۱۹۱۸ این تصمیم عملی و دانشگاه تأسیس شد، افتتاحیه رسمی نیز در ۲۸ سپتامبر ۱۹۱۹ برگزار شد.